# Clara Bow (песня)

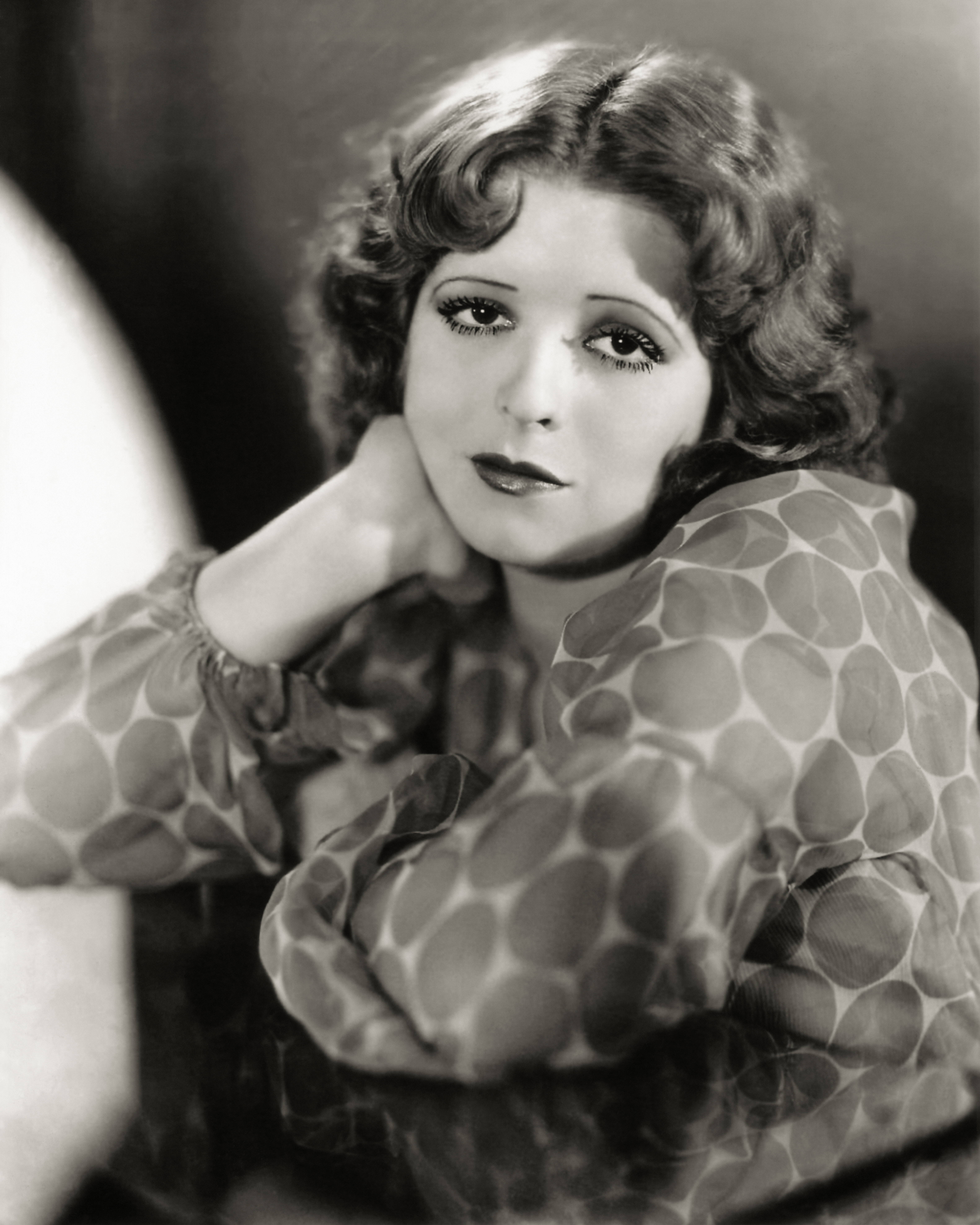
Клара Боу (1905—1965), звезда немого кино и секс-символ 1920-х годов, в честь которой названа песня

«Clara Bow» — песня американской певицы и автора-исполнителя Тейлор Свифт. Она была выпущена 19 апреля 2024 года на лейбле Republic Records в качестве заключительного трека стандартной версии её одиннадцатого студийного альбома The Tortured Poets Department (2024). Названная в честь актрисы немого кино Клары Боу (1905—1965) и написанная в соавторстве с давним соавтором Аароном Десснером, она была вдохновлена разговорами Свифт с руководителями звукозаписывающих компаний. В треке, написанном в стиле фолк-поп-рок, комментируется слава Свифт. Критики, а также семья Боу высоко оценили чувствительность, лиричность и изображение славы и красоты в исполнении Свифт.
Критики, а также семья Боу высоко оценили трек за чувственность Свифт, лиричность и изображение славы и красоты. Песня заняла 22-е место в Billboard Global 200 и попала в топ-25 в Австралии, Канаде, Новой Зеландии, Сингапуре и США. 30 июня 2024 года Свифт исполнила песню «Clara Bow» в рамках мэшапа со своей песней «The Lucky One» (2012) на концерте в Дублине в рамках своего тура Eras Tour (2023—2024).

## Предыстория
Тейлор Свифт начала работу над The Tortured Poets Department сразу после того, как представила Republic Records, свой десятый студийный альбом Midnights для выпуска в 2022 году. Она продолжала работать над ним в тайне во время американского этапа тура Eras Tour в 2023 году. Замысел альбома возник примерно в то время, когда в СМИ появилась информация о прекращении шестилетних отношений Свифт с английским актером Джо Элвином. Она назвала этот альбом своим «спасательным кругом», который ей было «очень необходимо» сделать. Republic Records выпустила The Tortured Poets 19 апреля 2024 года.

## Композиция
Свифт написала и спродюсировала песню «Clara Bow» вместе с Аароном Десснером. Песня представляет собой гитарную балладу, в которой Свифт комментирует, что женщин в индустрии учат «заменять друг друга». Свифт сказала, что песня была написана под впечатлением от ее разговоров с руководителями звукозаписывающих компаний: «…Они говорили: „Знаете, вы нам напоминаете“, а потом называли имя артистки и говорили что-то пренебрежительное о ней: „Но вы такая-то, вы намного лучше в этом или в том“. И вот так мы учим женщин видеть себя: „Ты можешь стать новой заменой этой женщины, которая сделала что-то великое до тебя“». В песне содержатся лирические отсылки к актрисе Кларе Боу и певице Стиви Никс. В музыкальном плане песня описывается как поп-рок.

## Отзывы
В положительной рецензии Мария Шерман из The Associated Press отметила, что «Clara Bow» — один из лучших треков, закрывающих альбом Свифт. Рассматривая концовку песни, Шерман интерпретировала ее как самокритику и осознание Свифт. Саманта Олсен из журнала Cosmopolitan поставила песню на третье место в пятерке лучших композиций родительского альбома, отметив ее эмоциональный настрой. Джейсон Липшутц из Billboard похвалил песню за ее исполнение, назвав ее «аккуратным поп-роком» и отметив самореферентное аутро («Ты выглядишь как Тейлор Свифт») и изображение красоты.
Дакота Вест Фосс из Sputnikmusic прокомментировала, что «Clara Bow» завершает альбом «интригующим и, что более важно, искренним самоанализом, который исследует вес ее короны».
Биограф Клары Боу Дэвид Стенн также высоко оценил песню Свифт, назвав слова песни «красота — это зверь, который рычит на четвереньках» «поэзией» и «глубоким смыслом».

### Реакция семьи Клары Боу
Перед выпуском альбома семья актрисы Клары Боу (1905—1965), в честь которой назван трек, заявила, что надеется, что песня будет отражать ее наследие. Правнучка Боу, Николь Сиснерос, сказала, что ее семья была потрясена и очарована треком. Сиснерос добавила, что команда Свифт не связывалась с семьей до этого. Другая внучка Боу, Бриттани Грейс Белл, сказала, что хотела бы, чтобы Свифт положительно отозвалась о Боу, подчеркнув, что Боу и Свифт были «пионерами в своей области». После выхода песни семья Боу высоко оценила ее, назвав «призрачно красивой» и похвалив слова: «Этот город фальшивый, но ты — настоящий». Белл также заявила, что, по ее мнению, Боу поддержал бы Свифт, если бы жила и знала о ней.

## Участники записи
По данным Tidal.
- Тейлор Свифт — вокал, автор песен, продюсер
- Аарон Десснер — продюсер, автор песен, инженер звукозаписи, программирование ударных, перкуссия, фортепиано, синтезаторы, бас
- Сербан Генеа — аудиосведение
- Брайс Бордоне — микс-инженер
- Джонатан Лоу — инженер звукозаписи
- Белла Бласко — инженер звукозаписи
- Рэнди Меррилл — мастеринг

## Чарты
| Чарт (2024)                              | Высшая позиция |
| ---------------------------------------- | -------------- |
| Австралия (ARIA)                         | 20             |
| Великобритания (UK Streaming Chart, OCC) | 26             |
| Канада (Billboard Canadian Hot 100)      | 23             |
| Мир (Billboard Global 200)               | 22             |
| Новая Зеландия (Recorded Music NZ)       | 22             |
| Португалия (AFP)                         | 56             |
| США (Billboard Hot 100) ·                | 21             |
| Швеция (Sverigetopplistan)               | 78             |